# Służejów
Służejów (niem. Schlause) – wieś w województwie dolnośląskim, w powiecie ząbkowickim, w gminie Ziębice.
| SIMC    | Nazwa      | Rodzaj     |
| ------- | ---------- | ---------- |
| 0856936 | Służejówek | przysiółek |

W latach 1975–1998 miejscowość administracyjnie należała do województwa wałbrzyskiego.

## Toponimia
Wieś po raz pierwszy wzmiankowana w 1189 roku pod nazwą Sluseov. W 1210 jako Sluseiouo. Pochodzi ona od imienia lub pseudonimu Służej.

## Historia
Początki miejscowości sięgają pierwszej połowy XII wieku. Około 1600 roku Hans von Czirn wybudował renesansowy dwór.  

## Zabytki
Do wojewódzkiego rejestru zabytków wpisane są:
- kaplica parafialny pw. Wniebowzięcia Najświętszej Marii Panny, z 1805 r.
- zespół dworski z XVII-XIX w.
  - dwór
  - park

## Kościoły
Na terenie wsi działalność duszpasterską prowadzą 2 następujące Kościoły:
- Kościół rzymskokatolicki
- Kościół Adwentystów Dnia Siódmego
  - Zbór w Służejowie

## Przypisy

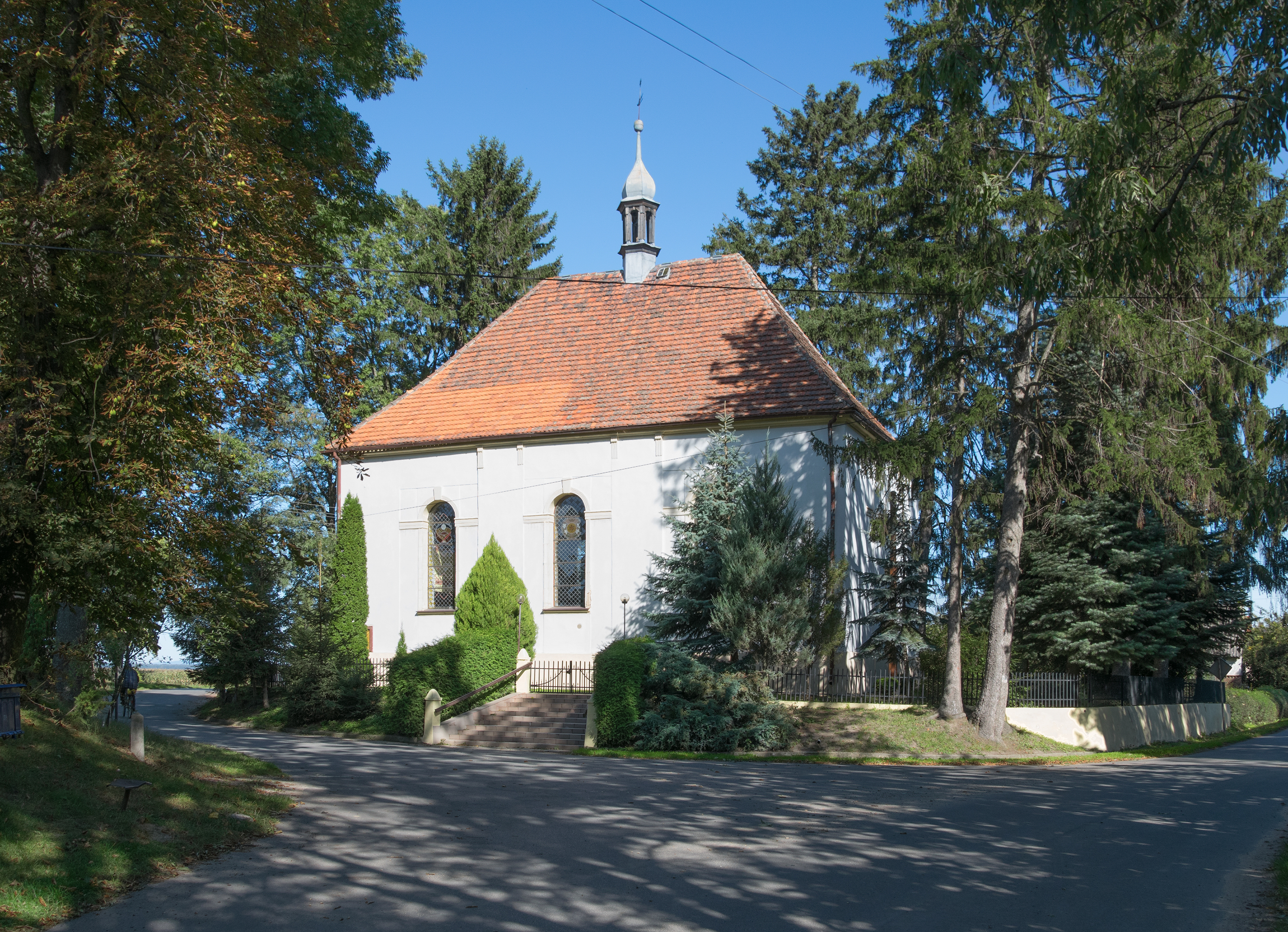
Kaplica Wniebowzięcia NMP w Służejowie

## Szlaki turystyczne
Starczów - Służejów - Rososznica - Czerńczyce - Muszkowice - Muszkowicki Las Bukowy (północ)